# Hallock, Minnesota
Hallock là một thành phố thuộc quận Kittson, tiểu bang Minnesota, Hoa Kỳ. Năm 2010, dân số của thành phố này là 981 người.

## Dân số
- Dân số năm 2000: 1196 người.
- Dân số năm 2010: 981 người.